# Шкартані
Шкартані — колишній хутір у сучасних межах Володимира та села Острівок Володимирського району.
Урочище Шкартани розташовувалось на півострові, що входив з півночі в болото-озеро, витоку річки Смоча. На південно-західному краю, за даними Олександра Цинкаловського проходив оборонний вал міста Володимира. Його залишки ще були помітні у 1890-х рр.
Наприкінці ХІХ століття мав 4 будинки та 20 мешканців.
Належав до Вербської волості Володимир-Волинського повіту Волинської губернії (пізніше — воєводства). Дата включення до складу міста невідома, але не пізніше міжвоєнного двадцятиліття.
У 1932 році за адресою вулиця Шкартані, 2 відкрився продуктовий магазин Мар'яна Байдовського.
У 1937 році на Шкартанях було збудовано будівлю Ремісничо-промислової школи (зараз — корпус № 3 агротехнічного коледжу). Дещо раніше тут з'явилась міська електростанція.
Також тут містився сиротинець ксьондза Носалевича, а також мав будинок селекціонер Станіслав Липинський. При будівництві у 1932 році будинку Липинського було виявлено сліди землянок, кістки, кераміку та людський кістяк гальштатської доби.